# 鉄砲

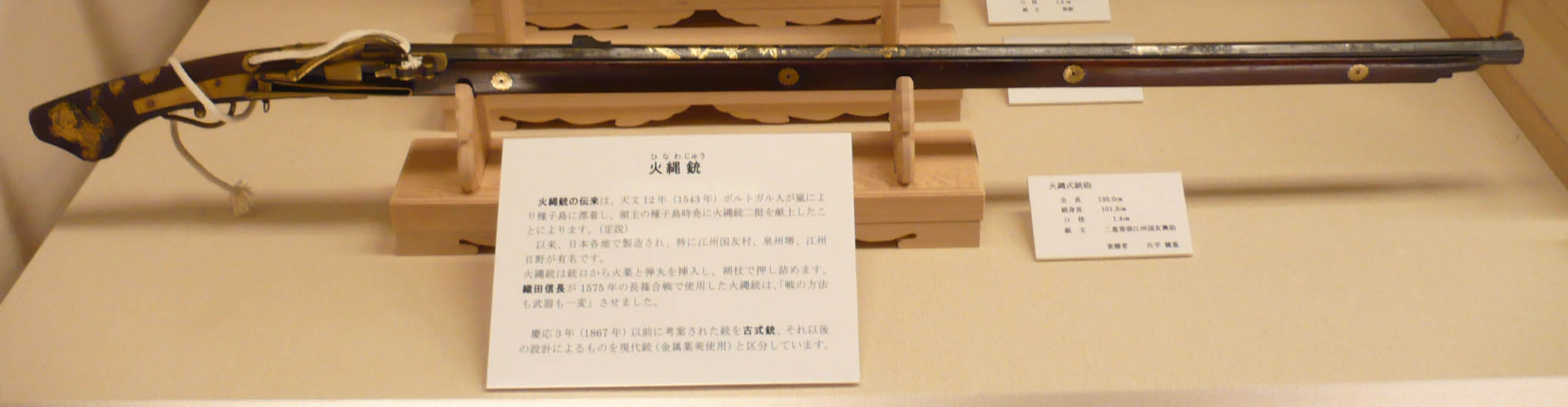
火縄式鉄砲

鉄砲（てっぽう、鉄炮）とは、銃身を有し火薬の力を利用して弾丸を発射する火器のこと。特に江戸時代以前、「銃」を意味する最も一般的な語が「鉄砲」であった。また広義において、大砲などを含めた火器全般を指して「鉄砲」と称する例もあった。本項では日本における「鉄砲」について述べる。銃、火縄銃も参照のこと。

## 歴史

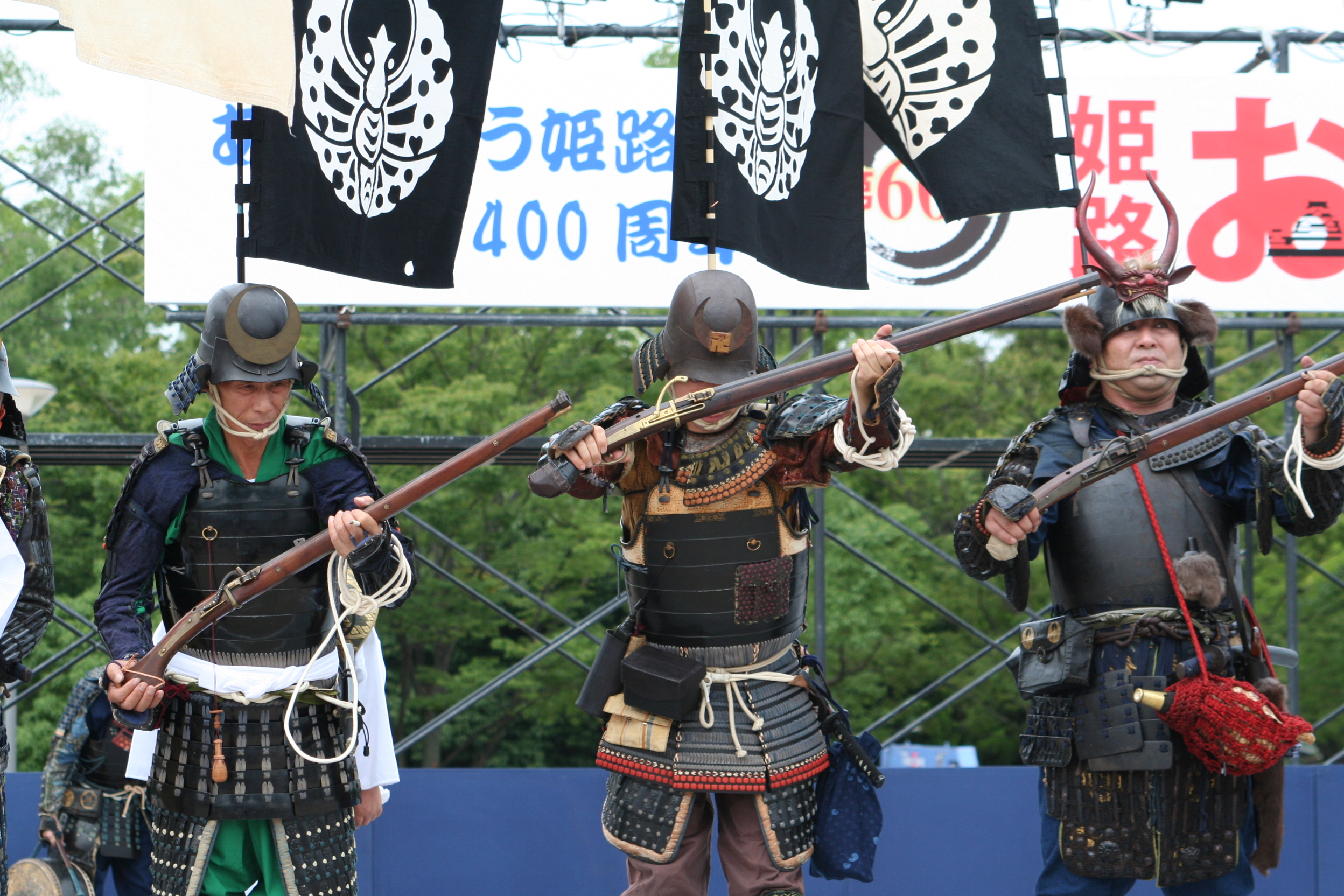
鉄砲、姫路お城祭

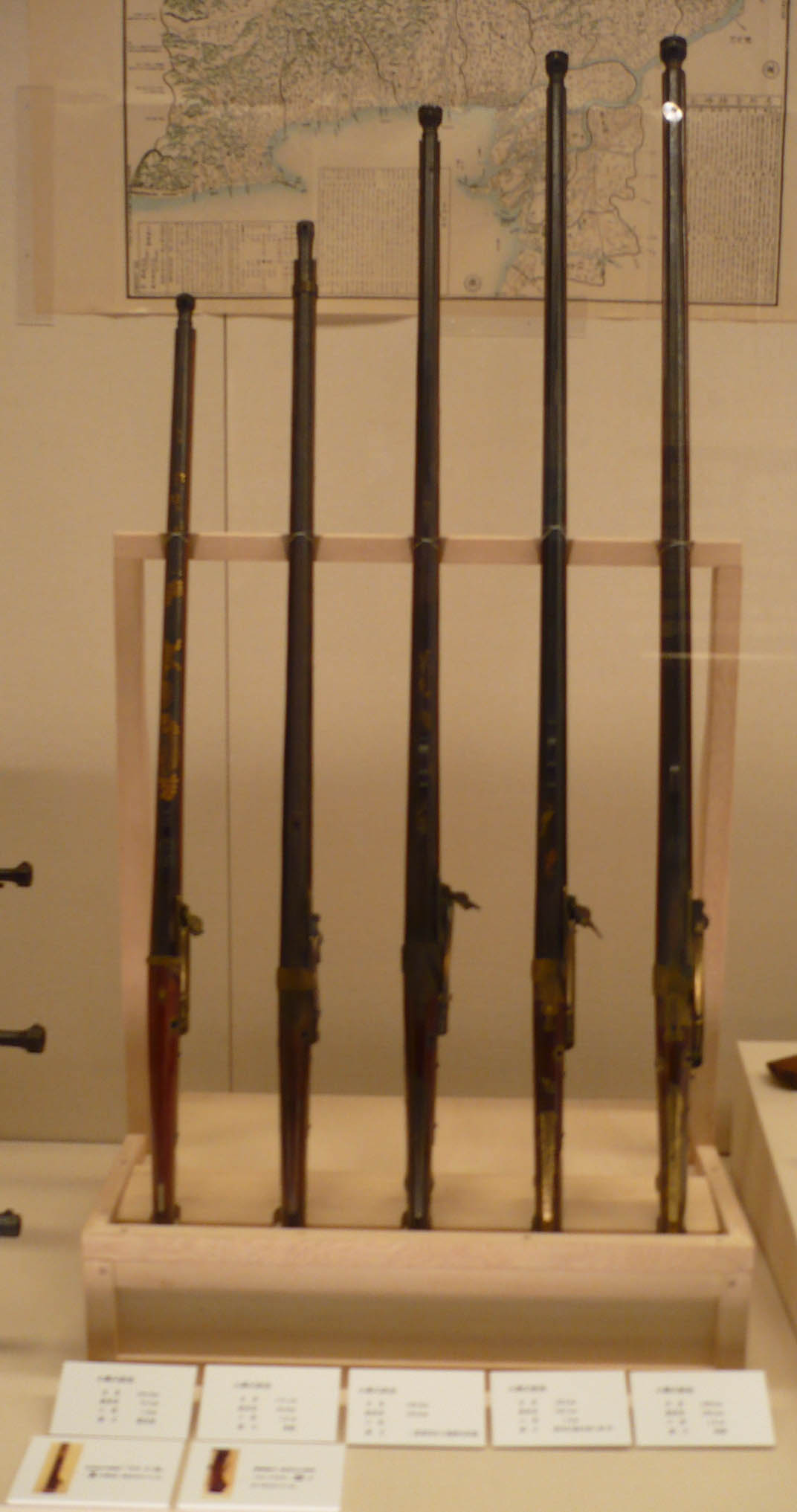
火縄式鉄砲

日本に「銃」としての鉄砲が伝来する以前、元寇時に「てつはう」と言う火薬を使った音のする武器が知られていたことから、銃が伝来してのち、これに「鉄砲」の字を当てたとも云う。通説では、「銃」に相当する鉄砲は天文12年（1543年）に、ポルトガル人をのせた中国の船舶が種子島に到着したことをもって伝来の最初とする。ただし、近年宇田川武久が日本の火縄銃と西欧の銃の構造の違いなどから、それ以前から東南アジアで改良された銃が日本に伝来していた可能性を指摘して以後、それ以前に日本に銃が存在していたのかどうかについての議論が活発に行われている（鉄砲伝来）。
鉄砲は和泉国堺や紀伊国根来・近江国国友など各地で生産され、島津氏や三好氏、足利将軍家など九州・近畿の大名は早くからその充実に力を注いだ。
天文19年（1550年）夏、山科言継は三好長慶と細川晴元の京都における合戦に際して、三好方の武士が鉄砲に当たって戦死したことを日記に記しており、これが鉄砲による戦死の日本初の記録である。
また『万松院殿穴太記』には、足利義輝によって築城された東山霊山城について、鉄砲の攻撃に備えて塀を二重にしその間に石を入れたとの記述があり、当時鉄砲の使用が広まっていたことが分かる。
東国では、天文22年（1553年）5月、上野新田金山城主横瀬成繁が足利義輝から鉄砲１丁を贈られた記録がある。
甲斐武田氏は、天文24年（1555年）の第二次川中島の戦いにおいて鉄砲300挺を携行し、組織的に利用している（『勝山記』）。
永禄5年（1562年）2月、毛利元就が家臣からの要請を受けて3人の「鉄炮放」を合戦に派遣した記録があり、同12年（1569年）4月には毛利輝元が11人の鉄砲中間の活躍を賞しているが、比較的小規模の運用にとどまっている事が窺える。
鉄砲の大量整備で知られたのは織田信長であり、天文年間（1550年代前半）にはすでに数百丁規模の鉄砲隊を編成している。長篠の戦いにおける織田氏の鉄砲隊の活躍については過大評価されてきた部分はあったものの、鉄砲の普及に大きな影響を与えた。
また、鉄砲の生産・所持のためには多額の費用がかかることから蔵入地の増大などの戦国大名の統治構造にも影響を与えた。当初は海外で採掘されたものの輸入に依存していた硝石も、戦国時代末期にはわずかながら国内で生産されるようになった。
元和偃武後、江戸幕府は鉄砲を規制する方針を採った。ただし、その本格化は貞享4年（1687年）以後の徳川綱吉による鉄炮改強化以後のこととなる。それ以前は藩によっては農兵制を採用したりする藩（山鹿素行などの軍学者の中にもこれを支持する意見があった）もあり、統一した方針が確立されていたわけではなかった。江戸幕府においては新居関所における入鉄炮の規制や明暦3年（1657年）の関東盗賊取締令における鉄砲統制などがあったが、綱吉の政策以後在村の鉄砲の没収などの措置が採られ、生類憐れみの令による鳥獣の観点から規制は強化される方向にあった。もっとも、農村部においては領主が管理する鉄砲を特別な租税（鉄炮運上）と引換に一時的に借り出すという名目での預鉄炮（拝領鉄炮）は容認した。これは鳥獣による農作物への被害による年貢等の減少を避けるためであった。
江戸時代の200年以上にわたって日本の鉄砲は火縄銃の水準に留まった。これは鎖国や幕藩体制による鉄炮鍛冶の保護と統制による影響と言われているが、西洋の集団で弾幕射撃を行う用法とは異なり、狙撃型の用法が主で命中率を重視した日本においては、引き金を引いてから弾が発射されるまでにタイムラグのある燧石式銃は好まれなかったとする説、また、燧石式銃に必要な良質の火打ち石が国内で採れなかったことによるという説もある。だが、19世紀以後のヨーロッパにおける雷管や施条式銃などの開発が、こうした弱点を徐々に解決しつつあり、幕末の開国以後には急速に西洋式の銃に取って代わられた。明治維新以後は火縄銃は完全に使われなくなり、長年の保護と職人としての意識に支えられた鉄炮鍛冶の多くは新式銃への転換を拒み廃業して帰農していった。

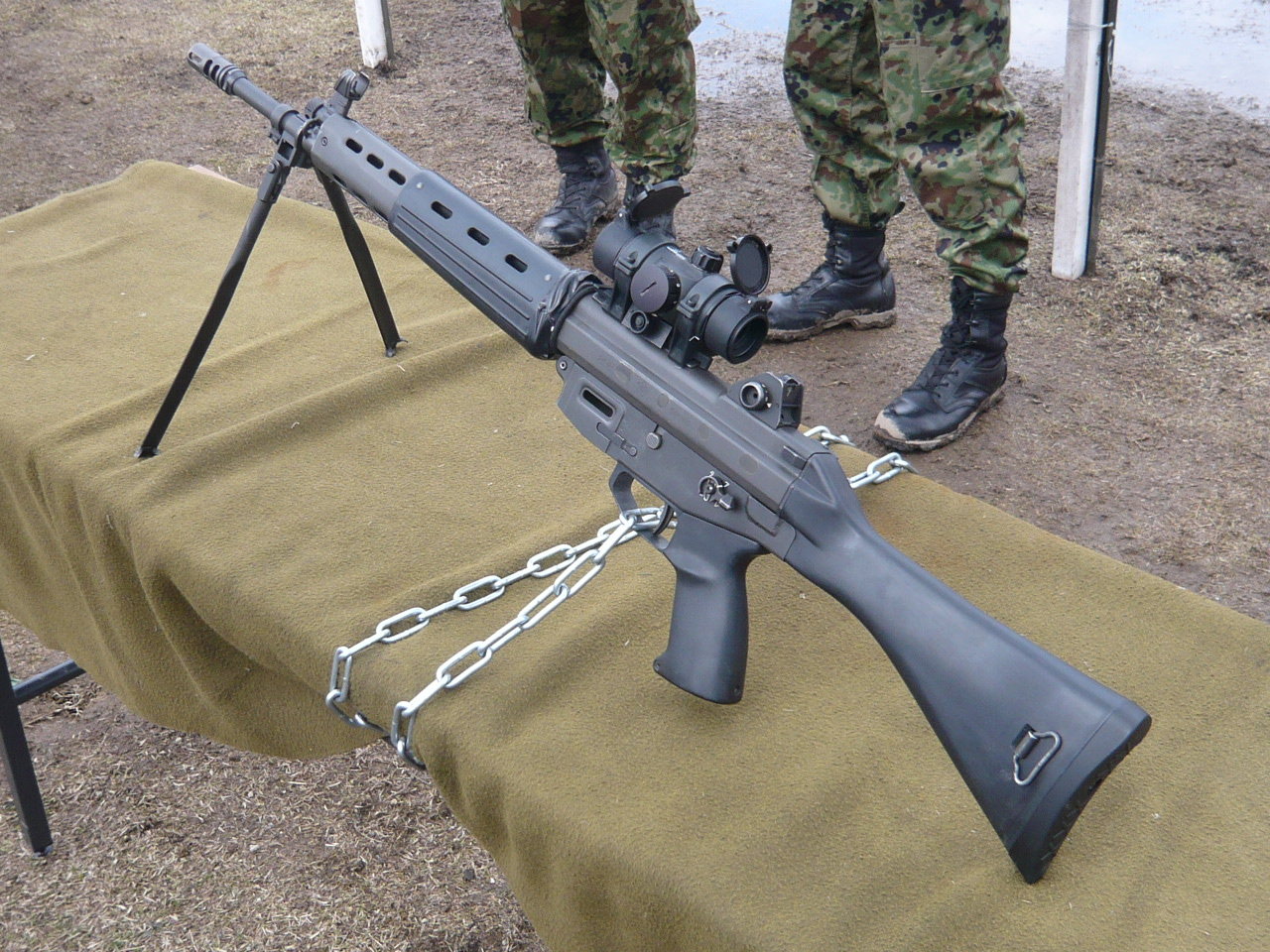
89式5.56mm小銃

その後も村田銃の開発など銃の国産化への努力が図られ、三十年式歩兵銃を日露戦争の戦訓を得て改良した三八式歩兵銃で列強に互する水準に至った。第一次世界大戦には各国で小銃の装填を自動化して連射を可能とする自動小銃の開発が行われたが、日本では高価で弾薬消費量も多いことが問題とされ進展しなかった。太平洋戦争開戦後に米軍のM1ガーランドの威力を見て再び自動小銃の開発が図られたものの進展は遅く、1944年には四式自動小銃が形になりつつあったが、量産の余力はなく、既存小銃の生産に全力をあげることとして実用化には至らなかった。結果的に、太平洋戦争を通して20世紀初期に開発されたボルトアクションライフルである三八式歩兵銃とその発展型である九九式小銃が用いられた。他の列強諸国でも大戦を通して、依然として三八式歩兵銃と同世代のボルトアクションライフルが用いられた。自動小銃を開発する試みは盛んで、ソ連のSVT-40やドイツのGew43等が実用化されたが生産数は多くなく、自動小銃を満足に供給できたのは米軍くらいであった。
戦後の一時期は米国供与の米国製小銃が使用されたが、現在、自衛隊や海上保安庁等においては、国産小銃である64式7.62mm小銃、89式5.56mm小銃が使われている。
『警察白書』によれば、日本国内の銃器は（空気銃を含め）2021年末時点で18万7870丁である。

## 伝来当初の価値
種子島伝来当初、未知の製法（ネジ・高品質の火薬）が用いられており、国内生産以前、種子島時尭は1丁につき2千両の大金で2丁（計4千両で）購入した。のちに国内生産が可能となり、堺で大量生産されるに至り、価格も下がってくる。この量産化の成功と低価格化が爆発的な普及のきっかけとなった。

## てつはう

蒙古襲来絵詞に描かれた「てつはう」

蒙古襲来絵詞前巻2（文永の役）に、蒙古軍の炸裂兵器として「てつはう（鉄炮）」が描かれている。「震天雷」とも呼ばれるもので、長崎県松浦市の鷹島海底遺跡から元寇当時の遺物が引き上げられており、外部は土器と陶器の中間の質で直径約20センチの球状で、内部には鉄片や青銅片を火薬や硫黄とともに詰めた、手榴弾に近い兵器であったとされる。従来は威嚇的な音響効果を狙ったものとするのが一般的な説であったが、近年では相応の殺傷能力を有していた武具であったものと考えられている。
「てつはう」については八幡愚童訓に記述があり、「日本の大将には少弐入道覚恵が孫･･･箭合（やあわせ）の為とて小鏑を射たりしに蒙古一度にドッと咲（わら）ふ。太鼓を叩（たたき）銅鑼を打ち、紙砲鉄砲を放し時を作る･･･」とある。

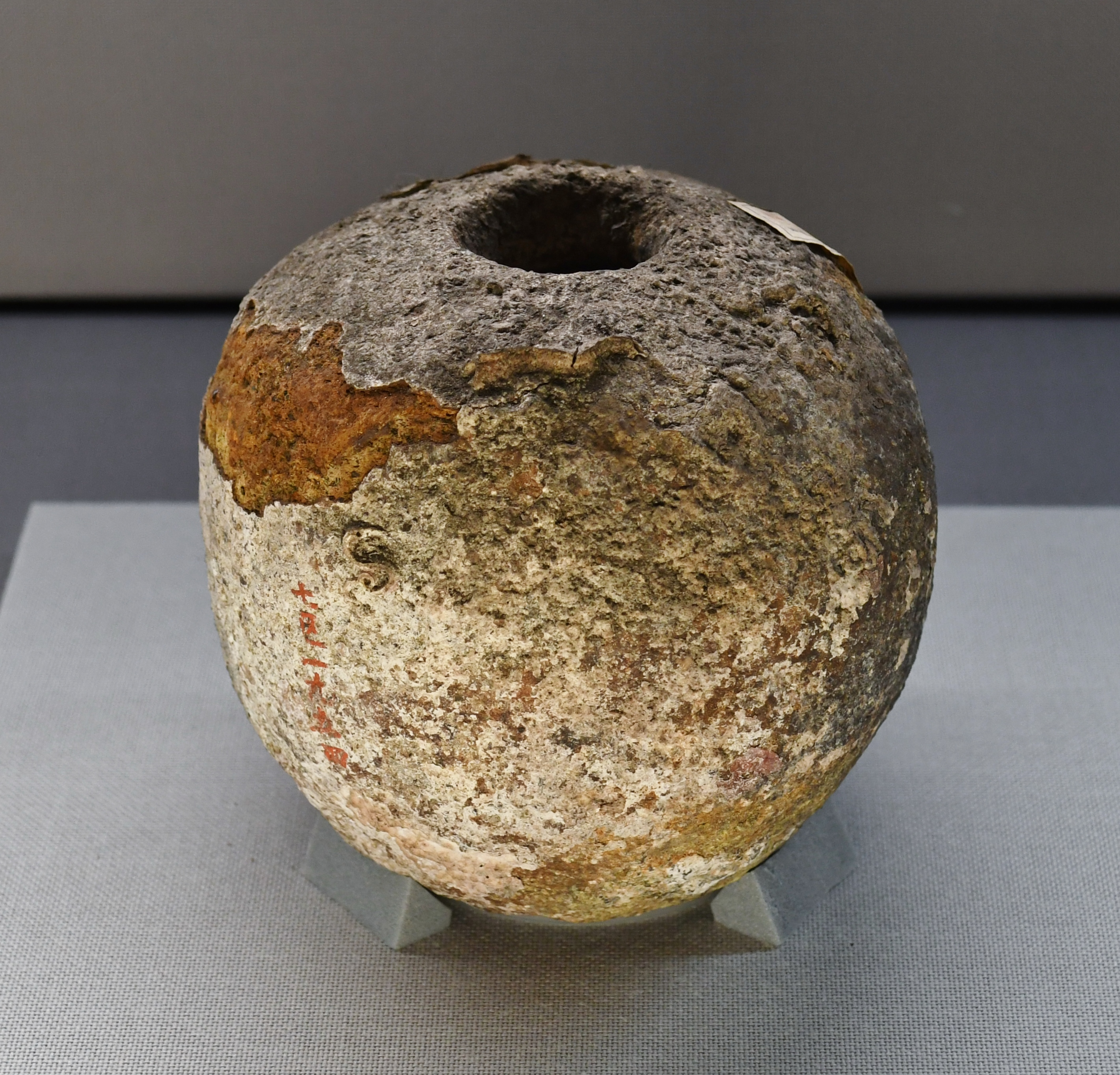
てつはう 長崎県松浦市鷹島神崎沖出土。東京国立博物館展示。